# Babeanka, Colomeea
Babeanka (în ucraineană Баб`янка) este un sat în comuna Strupkiv din raionul Colomeea, regiunea Ivano-Frankivsk, Ucraina.

## Demografie
Componența lingvistică a localității Babeanka
     Ucraineană (99,61%)
     Alte limbi (0,38%)
Conform recensământului din 2001, majoritatea populației localității Babeanka era vorbitoare de ucraineană (99,61%), existând în minoritate și vorbitori de alte limbi.